# 11082 Spilliaert
11082 Spilliaert eller 1993 JW är en asteroid i huvudbältet som upptäcktes den 14 maj 1993 av den belgiske astronomen Eric W. Elst vid La Silla-observatoriet. Den är uppkallad efter den belgiske målaren Léon Spilliaert.
Asteroiden har en diameter på ungefär 15 kilometer.